# K & U Bäckerei

Ehemaliges Logo

Die K&U Bäckerei GmbH war bis zu der Zerschlagung des Unternehmens der größte Backwarenfilialist Deutschlands und hatte ihren Sitz in Offenburg. Sie war eine 100-prozentige Tochter der Edeka Südwest. Die Bäckerei war im Südwesten Deutschlands vor allem in Edeka-Filialen vertreten, hatte aber zusätzlich auch weitere Filialen.
Ab 2021 wurden sämtliche Filialen von K&U an andere Bäckereiketten oder direkt an die Edeka-Märkte verkauft. Letztere wurden meist als Markt-Bäckerei umfirmiert und werden weiterhin aus den bestehenden Produktionsanlagen von K&U beliefert.

## Geschichte
Die Bäckerei Gottlieb bestand seit etwa 1970 in der Kaiser-Joseph-Straße in Freiburg. Im Jahr 1986 wurde die Bäckerbub GmbH gegründet und im Jahr 1988 die Bäckerei Usländer übernommen, danach war das Unternehmen als Stadtbäckerei Usländer auf dem Markt vertreten. Bis 1992 wuchs die Bäckerei durch Zukäufe. Ab 1992 übernahm Edeka Südwest die Geschäftsanteile, die Bäckereigruppe expandiert seitdem. Nach dem Zusammenschluss der Bäckerei Karl Wucherer, Reutlingen und der Stadtbäckerei Usländer, Freiburg im Jahr 1998 trat das Unternehmen ab 1999 als Stadtbäckerei K & U am Markt auf. Im Jahr 2004 wurde dann das Unternehmen Knupfer aus Mannheim übernommen. Der Name des Unternehmens leitet sich aus dem Zusammenschluss der Firmen KaWu (Karl Wucherer) aus Reutlingen, Knupfer aus Mannheim und der Stadtbäckerei Usländer aus Freiburg zur K&U Bäckerei GmbH ab.
Im Jahr 2019 beging K&U das 100-jährige Firmenjubiläum unter Berufung auf die 1919 erfolgte Gründung der Bäckerei Usländer.
Die Wurzeln der alteingesessenen Reutlinger Bäckersfamilie Wucherer lassen sich bis in das Jahr 1688 zurückverfolgen. Noch heute befindet sich im Reutlinger Stammhaus in der Wilhelmstrasse 9 die Backstube Wucherer, welche allerdings nur in familiärer Hinsicht mit der späteren Großbäckerei KaWu in Verbindung stand. Denn im Jahr 1954 machte sich Karl Wucherer – einer der Söhne des damaligen Bäckermeisters Gottlob Wucher und Onkel des jetzigen Backstuben-Betreibers Hans Wucherer jr. – selbstständig und eröffnete in der Reutlinger Karlstr. 30 seine eigene Bäckerei. Im Laufe der Jahre expandierte dann diese weit über das Reutlinger Umland hinaus zu einer der größten und erfolgreichsten Großbäckereien in Deutschland. Bis zur Fusion mit der Bäckerei Usländer wurden die Backwaren von KaWu mit dem Slogan „Voll die Sonne“ beworben. Mit dem Zusammenschluss zur Stadtbäckerei K & U wurde dann auch das ehemalige KaWu-Logo in Form einer strahlenden Sonne in das gemeinsame K&U-Logo mitübernommen. Seit Ende der 70er-Jahre befand sich der Hauptsitz von KaWu im Industriegebiet West des Reutlinger Teilorts Betzingen. Laut eigener Aussage verfügt dort das jetzige K&U-Backwerk über die modernste Fertigungsanlage zur Herstellung von Laugenbrezeln in Baden-Württemberg.
Im Februar 2021 machte die Gewerkschaft Nahrung-Genuss-Gaststätten (NGG) Pläne von Edeka Südwest publik, K & U bis 2023 „zu zerschlagen“. Die Verkaufsstellen in den Supermärkten sollten demnach den jeweiligen Marktbetreibern zum Kauf angeboten und bei Nichtverkauf geschlossen werden. Bei K & U würden nur die Produktionsbetriebe verbleiben. Die NGG kritisierte in diesem Zusammenhang, dass die einzelnen Märkte häufig nicht tarifgebunden seien und auch die Mitbestimmung durch Betriebsräte nicht gewährleistet sei. An verschiedenen K & U-Standorten kam es zu Protestkundgebungen gegen diese Pläne. Auch Vertreter der SPD, Grünen und Linkspartei kritisierten die Pläne.

### Bäckerhaus Ecker
Die Bäckerhaus Hans Ecker GmbH wurde 1949 durch Hans Ecker in Homburg gegründet. Im Laufe der Zeit wurde ein Filialnetz in Rheinland-Pfalz und dem Saarland aufgebaut. 2010 wurde das Unternehmen von der K & U-Bäckerei übernommen, die Filialen werden aber weiterhin unter dem Namen „Bäckerhaus Ecker“ geführt.
Im Mai 2016 besaß Bäckerhaus Hans Ecker rund 90 Filialen. Im Geschäftsjahr 2014 erzielte die Firma mit 400 Mitarbeitern einen Umsatz von 31,8 Mio. Euro.

## Unternehmensdaten

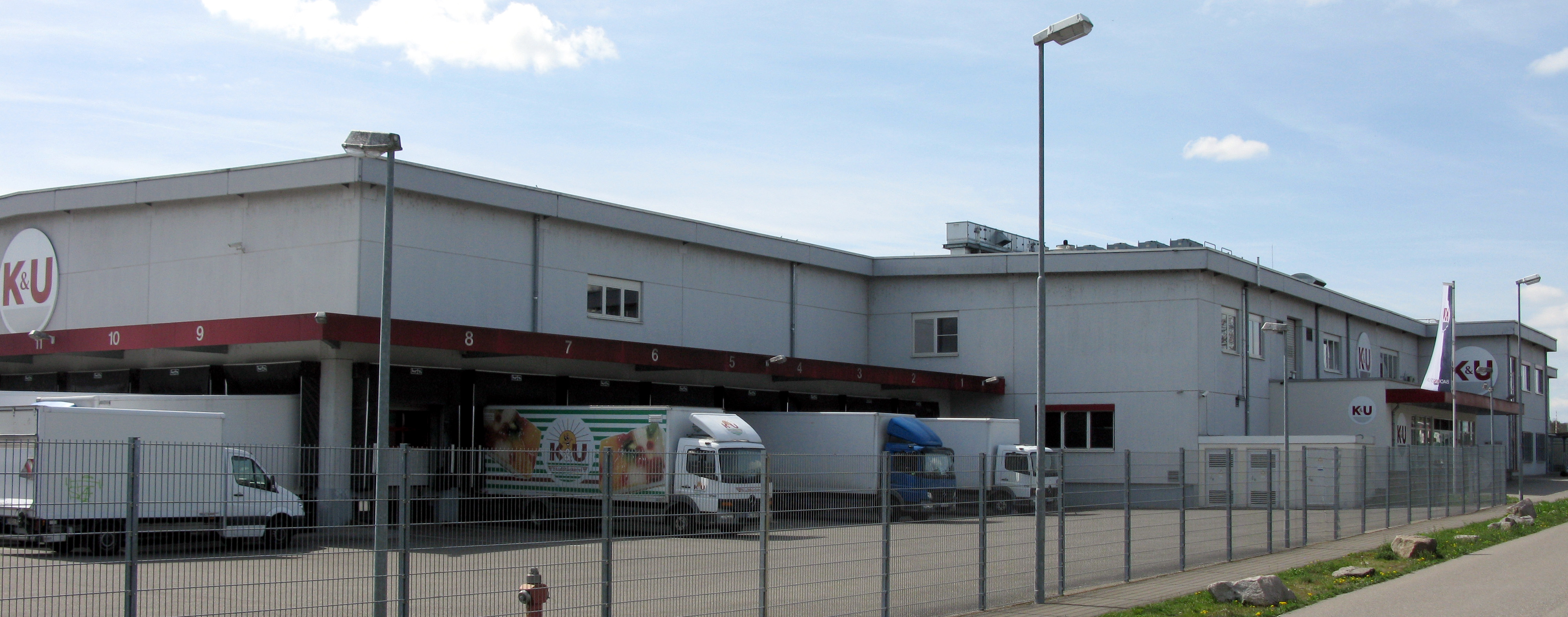
Großbäckerei K&U in Neuenburg

Nach Angaben des Unternehmens beträgt der Umsatz mehr als 200 Millionen Euro pro Jahr. Backbetriebe bestehen als Bäckerbub GmbH mit etwa 200 Mitarbeitern in Neuenburg (bis zur Verschmelzung mit Bäckerbub im Jahr 2016 als Schwarzwaldbrot GmbH firmierend) sowie in Mannheim mit etwa 135 Mitarbeitern, Reutlingen mit etwa 220 Mitarbeitern und Hilzingen mit etwa 30 Mitarbeitern. Bei K&U sind insgesamt in über 700 Filialen und vier Produktionsbetrieben über 4.700 Mitarbeiter angestellt, dazu kommen etwa 270 Auszubildende. Für die Auszubildenden gibt es eigene Berufsschulklassen und eigene Ausbilder. Dieses Modell ist nach Angaben des Geschäftsführers „bundesweit viel beachtet“. Nach Angaben des Geschäftsführers sind 80 % der Führungskräfte Frauen.
Im Frühjahr 2013 geriet K&U in die Schlagzeilen, weil sie laut der Gewerkschaft Nahrung-Genuss-Gaststätten die Löhne um bis zu 23 % senkte.
In einer im März 2018 vom Branchenmagazin Food-Service.de veröffentlichten Rangliste der größten Backwarenfilialisten Deutschlands (gemessen an der Zahl der Filialen) erreichte K&U den ersten Platz.

## Konzept und Sortiment

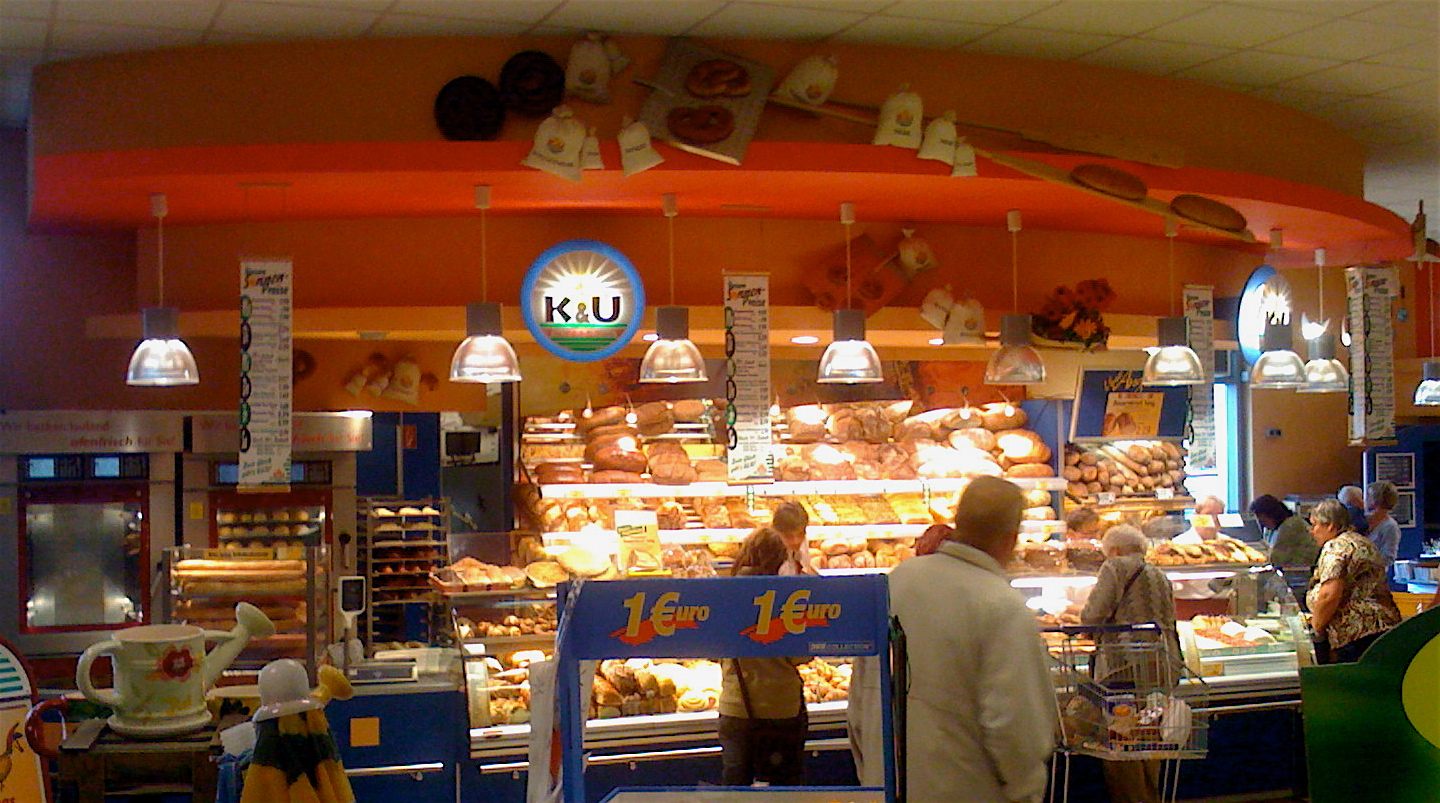
Filiale der K&U Bäckerei

K&U hatte ein großes Angebot an Backwaren. Unter anderem bot die Bäckerei in Zusammenarbeit mit der Erzeugergemeinschaft Hohenloher Höfe Biobrote und Biobrötchen an. Allein in der Hauptstelle in Neuenburg wurden 150.000 Brötchen und 40.000 Brote geformt, welche zu 40 % in den Filialen aufgebacken werden.
Die K&U Bäckerei war Vertragspartner von Bioland.